# The Girl of Lost Lake
Pour plus de détails, voir Fiche technique et Distribution.
The Girl of Lost Lake (littéralement, La Fille du lac perdu) est un film muet américain réalisé par Lynn Reynolds, sorti en 1916.

## Fiche technique
- Titre : The Girl of Lost Lake
- Réalisation : Lynn Reynolds
- Scénario : Lynn Reynolds
- Photographie : Clyde Cook (en)
- Producteur :
- Société de production :  Universal Film Manufacturing Company
- Société de distribution :  Universal Film Manufacturing Company
- Pays d'origine :  États-Unis
- Langue : film muet avec les intertitres en anglais
- Métrage : 1 500 m (5 bobines)
- Format : Noir et blanc — 35 mm — 1,33:1 — Muet
- Genre : Film dramatique
- Durée : 50 minutes
- Dates de sortie : 
  -  États-Unis : 28 août 1916

## Distribution
- Myrtle Gonzalez : Jude Clark
- Mary Du Cello : Mme McAndrews (comme Comtesse Du Cello)
- Ruby Cox : Victoria Harlowe
- Val Paul (en) : Vaughan McAndrews
- Fred Church : Dave Bean
- George Hernandez : Judge West
- Jack Curtis : Abner Clark
- Bertram Grassby : Wallace Harrison
- Jack Connolly (en) : Wainwright McAndrews (as Jack Connelly)
- Bobbie Mack : Sim Perkins